# Kaya Erdem
İsmet Kaya Erdem (ur. 1928 w Safranbolu) – turecki polityk i urzędnik państwowy, deputowany, minister i wicepremier, w latach 1989–1991 przewodniczący Wielkiego Zgromadzenia Narodowego Turcji.

## Życiorys
Ukończył szkołę średnią w Stambule, a następnie studia na uczelni ekonomicznej İstanbul İktisadi ve Ticari İlimler Akademisi. Pracował na różnych stanowiskach w państwowym zrzeszeniu cukrowni Türkşeker, generalnej dyrekcji skarbu w ministerstwie finansów i ambasadzie Turcji w Londynie. W 1976 został zastępcą sekretarza generalnego do spraw skarbu, w 1977 dyrektorem generalnym zakładu ubezpieczeń społecznych SSK, a w 1978 sekretarzem generalnym do spraw skarbu. Po przewrocie wojskowym z września 1980 dołączył do rządu Bülenda Ulusu, w którym od tegoż roku do 1982 zajmował stanowisko ministra finansów. Zajmował się również prowadzeniem wykładów na uczelni w Eskişehirze.
Zaangażował się w działalność polityczną w ramach Partii Ojczyźnianej. W 1983 uzyskał mandat posła do Wielkiego Zgromadzenia Narodowego Turcji. Odnawiał go w trzech kolejnych wyborach, zasiadając w parlamencie do 1999. Od grudnia 1983 do stycznia 1989 sprawował urzędy wicepremiera i ministra stanu w gabinetach Turguta Özala. Od listopada 1989 do października 1991 był przewodniczącym tureckiego parlamentu. W 2000 dołączył do holdingu Fiba Grubu, wszedł w skład jego rady dyrektorów.